# Mummuciidae
Mummuciidae vormen een familie van spinachtigen die behoren tot de orde rolspinnen (Solifugae).

## Naam en indeling
De wetenschappelijke naam van de groep werd voor het eerst voorgesteld door Carl Friedrich Roewer in 1934. De familie wordt vertegenwoordigd door 21 soorten in tien geslachten. Onderstaand een lijst van de geslachten volgens Solifuges of the World.
- Geslacht Cordobulgida
- Geslacht Gaucha
- Geslacht Gauchella
- Geslacht Metacleobis
- Geslacht Mummucia
- Geslacht Mummucina
- Geslacht Mummuciona
- Geslacht Mummucipes
- Geslacht Sedna
- Geslacht Uspallata

## Verspreidingsgebied
De vertegenwoordigers van de familie komen voor in delen van Zuid-Amerika.